# Барсум

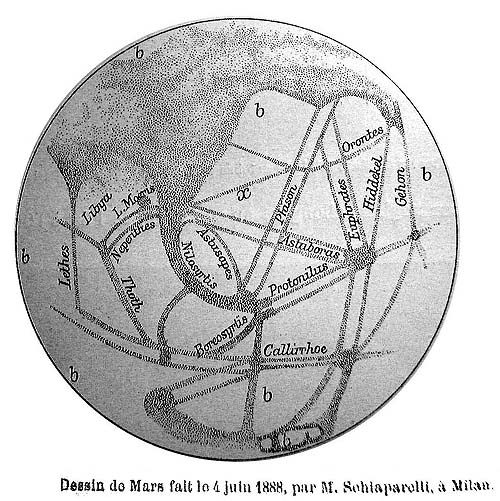
Марс, як він уявлявся до космічної ери

Барсу́м або Барзум (англ. Barsoom) — фантастична репрезентація планети Марс, описана в творах американського письменника Едгара Райса Барроуза. Така ж назва об'єднує його оригінальну марсіанську серію романів і твори, засновані на ній. Світ Барсума базується на уявленнях про Марс кінця XIX — початку XX сторіч. Це планета, давні природа і цивілізації якої перебувають у занепаді. Проте прибульці із Землі та їхні нащадки, опинившись на Барсумі, стають там героями, що борються з несправедливістю, тиранією, чудовиськами, здобувають славу та владу, змінюючи планету на краще.

## Етимологія
Назва «Барсум» походить з вигаданої мови марсіан. Це слово утворене з двох: «бар» — вісім, і «сум» — планета, небесне тіло. Марс його жителі вважають восьмим тілом в Сонячній системі після Сонця, Меркурія, Венери, Землі, Місяця, Фобоса і Деймоса.

## Твори про Барсум

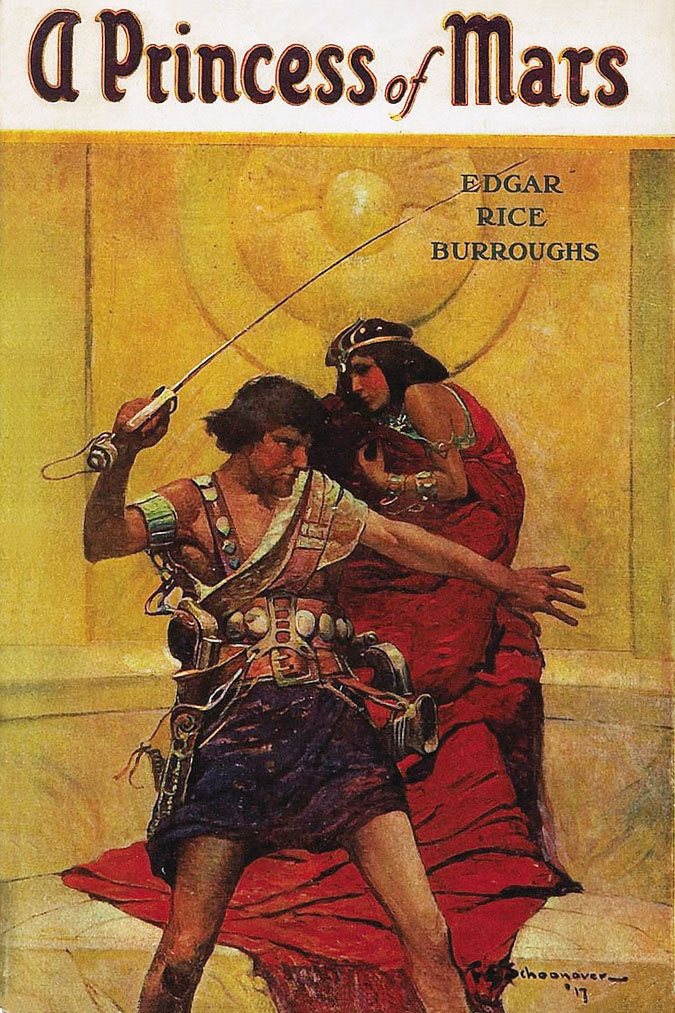
Обкладинка «Принцеси Марса» (видання 1917)

### Оригінальні твори
Твори, написані Едгаром Барроузом, спочатку видавалися у pulp-журналах частинами, після чого як окремі книги. Перші три романи складають так звану оригінальну марсіанську трилогію, головним героєм якої є землянин Джон Картер, який загадковим чином опиняється на Марсі, де стає героєм. Наступні переважно оповідають про пригоди його сина, онуки та знайомих, а також іще одного землянина, Уліса Пакстона.
- «Принцеса Марса» (англ. A Princess of Mars, лютий-липень 1912; 1917)
- «Боги Марса» (англ. The Gods of Mars, січень-травень 1913; 1918)
- «Воєначальник Марса» (англ. The Warlord of Mars, грудень 1913 — березень 1914; 1919)
- «Тувія — діва Марса» (англ. Thuvia, Maid of Mars, квітень 1916; 1920)
- «Марсіанські шахи» (англ. The Chessmen of Mars, лютий-березень 1922; 1922)
- «Великий розум Марса» (англ. The Master Mind of Mars, липень 1927; 1928)
- «Боєць Марса» (англ. A Fighting Man of Mars, квітень-вересень 1930; 1931)
- «Мечі Марса» (англ. Swords of Mars, листопад 1934 — квітень 1935; 1936)
- «Штучні люди Марса» (англ. Synthetic Men of Mars, грудень-лютий 1939; 1940)
- «Ллана з Гатола» (англ. Llana of Gathol, 1948) — об'єднує чотири виданих раніше оповідання:
  - «Древній мрець» (англ. The Ancient Dead, березень 1941) — початкова назва «Місто мумій» (англ. The City of Mummies)
  - «Чорні пірати Барсума» (англ. Black Pirates of Barsoom, червень 1941)
  - «Жовтий народ Барсума» (англ. Yellow Men of Mars, серпень 1941)
  - «Невидимки Марса» (англ. Invisible Men of Mars, жовтень 1941)
- «Джон Картер, марсіанин» (англ. Warlord of Mars, 1964) — об'єднує дві видані раніше повісті:
  - «Джон Картер і велетні Марса» (англ. John Carter and the Giant of Mars, січень 1941)
  - «Люди-скелети Юпітера» (англ. Skeleton Men of Jupiter, лютий 1943)[1]

### Адаптації

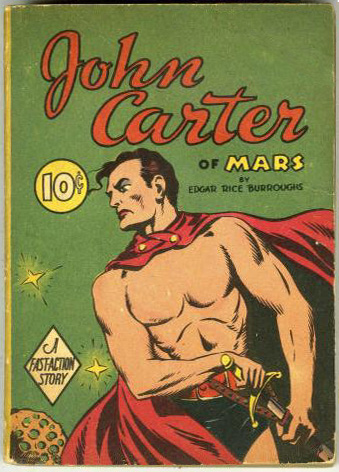
Комікс «Джон Картер, марсіанин» у «Fast Action Story» (1940)

#### Комікси
Більшість коміксів є адаптаціями романів або їх частин, місцями описуючи події, яких не згадував Едгар Барроуз.
- «Джон Картер, марсіанин» (англ. John Carter of Mars), «Рішення» (англ. The Decision), «Печерний кошмар» (англ. Cavern's Horror), «Смерть у червоній пустелі» (англ. Death on the Red Desert), «Битва Зоданґи» (англ. The Battle of Zodanga), «Страж півночі» (англ. Guardian of the North) (1939—1941) — в журналі «The Funnies», переважно намальовані сином Едгара Райса Барроуза, Джоном Коулменом Барроузом. Передруковувалися в інших журналах, таких як «Fast Action Story», «Better Little Book», «Sunday Strips»[2].
- «Джон Картер, марсіанин» (англ. John Carter of Mars, 1952—1953) — в журналі «Gold Key», репринт у 1963—1964[2].
- «Марсіанин» (англ. The Martian, 1958—1959) — в британському журналі «Sun Weekly»[2].
- «Джон Картер: воєначальник Марса» (англ. John Carter, Warlord of Mars, 1977—1979) — багатотомна серія коміксів видавництва Marvel Comics[3].
- «Джон Картер, марсіанин» (англ. John Carter of Mars, 1994—1995) — в «Sunday Pages»[2].
- «Воєначальник Марса» (англ. Warlord of Mars, 2010—2014) — багатотомна серія коміксів видавництва Dynamite Entertainment, що є переказом оригінальної трилогії романів[4].
- «Джон Картер, марсіанин: Принцеса Марса» (англ. John Carter of Mars: The Princess of Mars, 2011—2012) — багатотомна адаптація роману «Принцеса Марса», видана Marvel Comics[5].
- «Воєначальник Марса: Дея Торіс» (англ. Warlord of Mars: Dejah Thoris, 2011—2015) — спін-оф серії «Воєначальник Марса» Dynamite Entertainment. На відміну від решти коміксів, є не адаптацією творів Барроуза, а приквелом до них[6].
- «Джон Картер: світ Марса» (англ. John Carter: The World of Mars, 2011—2012) — адаптація фільму «Джон Картер: між двох світів», видана Marvel Comics[7].
- «Джон Картер: боги Марса» (англ. John Carter of Mars: The Gods of Mars, 2012) — адаптація роману «Боги Марса», видана Marvel Comics[8].
- «Володар Марса» (англ. Lord of Mars, 2013) — кросовер з Тарзаном, виданий Dynamite Entertainment[9].

#### Фільми
- Анімаційний фільм з невідомою назвою — готувався в 1936 році Бобом Клампеттом і Джоном Барроузом. Було створено частину анімацій, проте керівництво Warner Brothers вирішило спрямувати зусилля на дитячу анімацію про персонажів-тварин, таких як Поркі Піґ та Багз Банні[10].
- «Принцеса Марса» (2009) — мокбастер американської незалежної студії The Asylum.
- «Джон Картер: між двох світів» (2012) — екранізація «Принцеси Марса» і частково «Богів Марса» від Disney.

### Інше
- «Довідник Барсума» (англ. A Guide to Barsoom, 1976) — енциклопедія світу Барсума, створена Джоном Фліном Роєм на основі текстів Барроуза[11].
- «Залізні люди Марса» (англ. The Metal Men of Mars, 2012) — оповідання Джо Р. Лансдейла[12].
- «Джон Картер: новелізація фільму» (англ. John Carter: The Movie Novelization, 2012) — роман Стюарта Мура, новелізація фільму «Джон Картер: між двох світів»[13].

## Світ Барсума

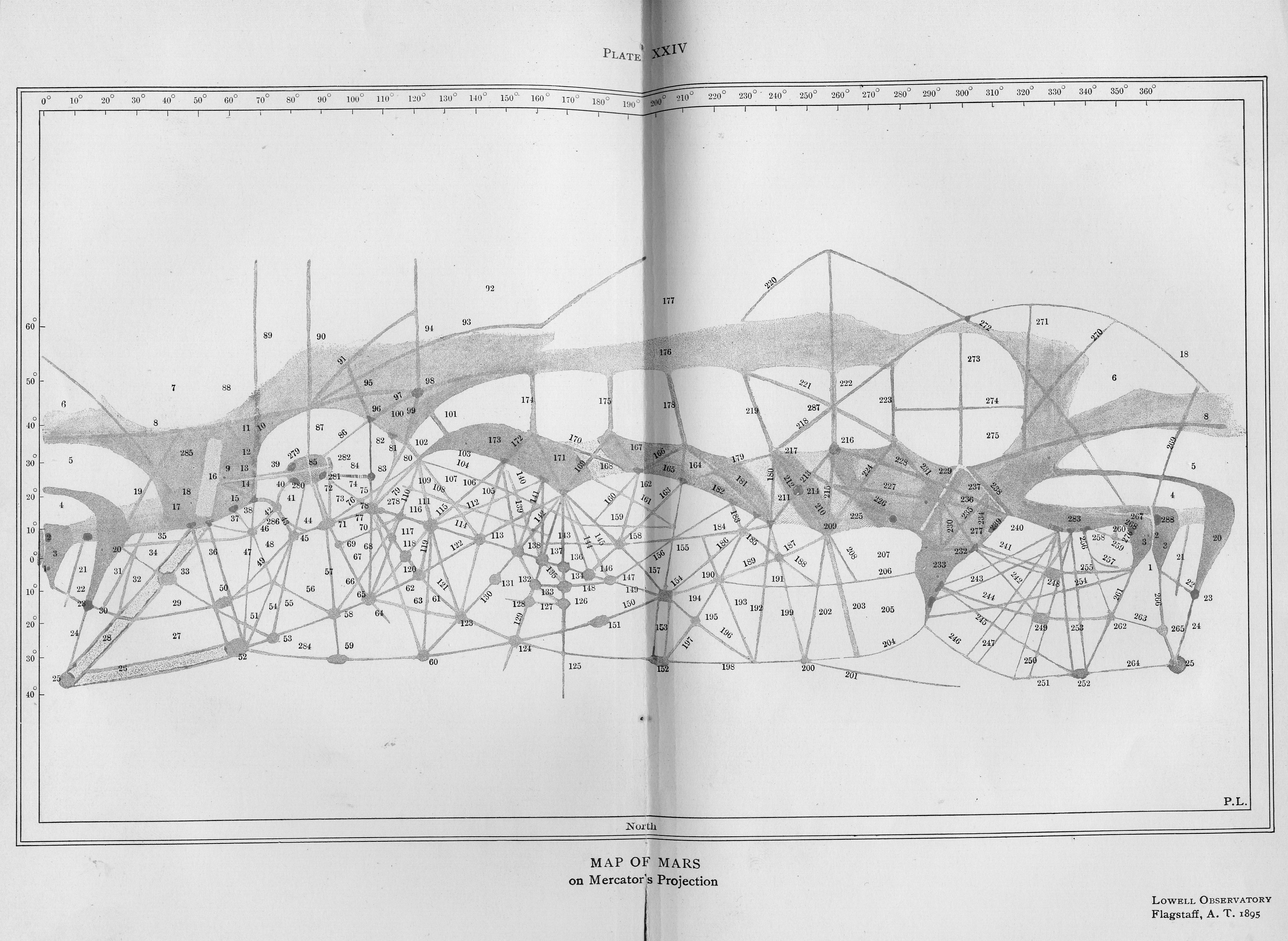
Схема марсіанських каналів Ловелла

### Наукова основа
Едгар Барроуз вигадав світ Барсума, спираючись на наукові уявлення про Марс початку XX століття. Письменник поділяв думку Персіваля Ловелла про те, що позаяк Марс менший за Землю, він раніше охолов, як наслідок життя там виникло і досягло високорозвинених форм також раніше. «Канали» (визнані в середині XX століття оптичною ілюзією) Ловелл вважав спорудами марсіанської цивілізації, імовірно розвиненішої за людську.

### Природа
Барсум — це планета старіша за Землю, відповідно життя виникло там раніше і на час подій творів Берроуза воно занепадає. Вже багато сотень тисяч років на Барсумі повільно висихають океани і втрачається атмосфера.
Клімат Барсума рівномірний, та внаслідок розрідженості атмосфери дні дуже теплі, а ночі холодні. Більшість просторів Барсума займають степи, порослі помаранчевим мохом, виниклі на місці морів. Ліси чи болота рідкісні, зустрічаючись лише в невеликих ізольованих регіонах. На полюсах планети розташовані льодяні шапки, що танучи, забезпечують водою канали, на перетинах яких стоять міста. Інші значні джерела води — це підземне море Корус біля південного полюса, та Велика таноліанська драговина, оточена джунглями.

Фауна Барсума здебільшого представлена ссавцями, для яких характерна більша, ніж у земних, кількість кінцівок. Багато тварин великі за розміром, хижі та агресивні.

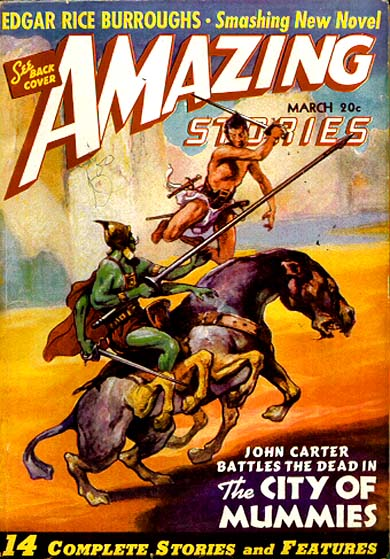
Джон Картер проти зеленого варвара, обкладинка журналу «Amazing stories» (1943)

### Раси
У давнину на Марсі жили представники трьох гуманоїдних рас, зовні ідентичних людям: білої, чорної та жовтої. Вони мирно співіснували в єдиній імперії, проте зміни клімату змусили їх розділитися та виживати поокремо. Паралельно розвинулися зелені чотирирукі марсіани, котрі в міру висихання морів займали утворені на місцях водойм степи. Зелена раса, краще пристосована до суворих умов, утворила войовничі племена, відтісняючи колишніх володарів планети. Біла, чорна й жовта раси ненадовго знову об'єдналися та змішанням своїх представників вивели червоних марсіан, які стали домінуючою цивілізацією. Крім того всіх марсіан було зроблено яйцекладними, щоб не обтяжувати жінок багатомісячною вагітністю, коли треба шукати ресурси чи тікати від ворогів. Відтоді вилупившись із яйця, діти швидко навчаються та ростуть і до п'яти років уже стають дорослими.
Предки червоних марсіан, як вважалося більшістю, вимерли, лишивши по собі тільки руїни міст і літописи. Всі «сучасні» марсіанські народи розмовляють однією мовою, разом з тим майже в кожної держави, а то і окремих міст, своя писемність. На Марсі носять мало одягу, переважно прикраси та обладунки. Правитель племені називається джед, правитель великої держави — джеддак. Можливий і вищий титул джеддак джеддаків. Хоча Барсум занепадає і багато давніх знань втрачено, марсіанські технології перевершують земні. Зокрема, марсіани володіють особливим джерелом енергії, восьмим променем, який утворюється при розкладанні світла.
Біла — має білу шкіру та жовте волосся. Домінувала на планеті близько півмільйона років тому, коли на Марсі існували великі моря та багато річок. Досягнувши висот у розвитку медицини, продовженні життя, судноплавстві, авіації та багатьох інших сферах, біла раса контролювала більшість планети. Могутність імперії білих марсіан Оровар трималася на морських сполученнях між материками й островами, тому коли моря почали висихати, цивілізація занепала.
Залишки осіли в долині Дор, де внаслідок тривалої ізоляції виродилися фізично і морально. Вони назвалися тарнами і впровадлили релігію, яка зобов'язувала всіх по досягненню тисячолітнього віку вирушати в Дор по річці Ісс. Там обіцялася країна вічного щастя, проте насправді культ був спрямований на постійну доставку марсіан, яких тарни забирали в рабство чи з'їдали. Представники тарнів втратили волосся (втім, стали носити перуки) та цуралися будь-якої праці, живучи за рахунок рабів. У свою чергу вони лише створювали сировинну базу для чорної раси, котра так само вважала білих нижчими істотами, як ті решту марсіан. Після появи на Марсі землянина Джона Картера, що повів червону й зелену расу на війну проти тарнів, білих марсіан майже не лишилося. Вцілілі, що відмовилися від рабовласництва й канібалізму, стали торговцями.
Інший осередок ороварів переховувався в руїнах столиці імперії Оровар Горц, але цей народ помітно деградував у культурному плані, порівняно з предками. Горціани приховували своє існування, вбиваючи всіх прибульців на арені.
- Лотаріани — відділилися від білої раси, мають каштанове волосся та здатність до телепатії. Живуть у гірському місті Лотар з населенням лише 1000 чоловіків без жінок. Вміють створювати ілюзії, щоб приховувати своє існування, та тимчасових фантомів, які слугують воїнами й слугами. Примітні також тим, що носять більше за інших одягу.

Чорна — вирізняються чорною шкірою. Коли моря стали висихати, чорна раса переселилася на острови підземного моря Омін, вхід до якого знаходився біля південного полюса. Згідно власної міфології, чорна раса виникла першою з усіх марсіан, вилупившись із плодів священного дерева. Тому чорні марсіани називали себе «першонародженими» та в ході ізольованого життя стали вкрай расистським суспільством. Як і оровари, вони жили за рахунок рабів, але захоплювали їх у ході нальотів повітряних флотів. Під правлінням Ісси, чорні марсіани через білих впровадили подорожі в Дор. Самі вони вважали, що таким чином підтримують сталу кількість населення, тим самим зберігаючи ресурси Марса. Також чорна раса контролювала надходження води з Оміна на поверхню. Після повалення завдяки Джону Картеру їхньої тиранії, чорні марсіани почали відмовлятися від гедонізму, рабовласництва й канібалізму, розділившись на кілька князівств. Але багато з них продовжили жити грабунком, а в Камтолі було утворено тоталітарну державу, всі жителі якої трималися спеціальною машиною в межах кордонів.
Жовта — має шкіру лимонного кольору, а чоловіки носять бороди. Представники жовтої раси вирушили на північ, де серед льодовиків заснували державу Окар з містами, накритими куполами. Сухопутні шляхи крізь печери було завалено чи заселено хижими звірами. Окар має власну атмосферу фабрику, а існування держави приховувалося величезним магнітом, який збивав з курсу всі літальні апарати, що наближалися до полюса. Жовті марсіани носять більше за червоних одягу, а для вилазок за міста одягаються в хутро. На відміну від білої й чорної рас, окарці лишилися досить гуманними, хоча й практикували захоплення в рабство свідків існування Окара. Завдяки подвигам Джона Картера жовта раса перестала приховуватися та приєдналася до підтримання миру на планеті.
Червона — утворена змішанням білої, чорної та жовтої рас, найчисельніша з людиноподібних марсіан. Представники мають червону шкіру. Хоча ці марсіани дуже схожі на землян, у них інакше розташування внутрішніх органів і структура мозку. Коли атмосфера стала розріджуватися, ця раса побудувала атмосферну фабрику, що підтримувала густину повітря. Для боротьби з посухами було викопано канали від полярних шапок до екватора. Червона раса живе переважно у самодостатніх містах-державах, які воюють між собою чи обороняються від зелених варварів. Головні міста червоної раси: Великий і Малий Геліум (подвійне місто, найбільше на Марсі, населення понад 10 мільйонів), Зоданґа, Птарс, Каол, Дузар, Амхор і Дахор, Манатор, Гатол, Фандал, Тунор, Джахал, Панкор. Між ними бувають значні культурні відмінності, але для всіх притаманна монархія. Хоча представники цієї раси можуть жити понад тисячу років, лишаючись молодими, через війни небагато доживають до цього віку.
- Гормади — штучно створені вченим Рас Тавасом за зразком червоних марсіан безстатеві істоти. Більші за звичайних, повторні та наділені сильною регенерацією, вони населяли сховане місто Морбус як слуги Рас Таваса.

Зелена — зелені марсіани виникли паралельно з людиноподібними, мають зріст 15-16 футів (близько 5 метрів), чотири руки і очі, розташовані з боків голови. Нижню пару рук вони здатні використовувати і як звичайні руки, і як додаткові ноги. Різниця між статями малопомітна, жінки стрункіші за чоловіків і мають довші загнуті ікла. Їхні діти висиджуються в спільних інкубаторах і не знають батьків. Зелена раса поділена на племена, табори яких розміщено в руїнах покинутих міст. Вони — кочівники-варвари, які не мають писемності, родин і поняття про приватну власність. Однак їм не чужі поняття дружби й честі. Один з вождів, Тарс Таркас, зробив великий внесок у повалення білих і чорних марсіан.
Калдани — невідомого походження істоти, подібні на людську голову з павучими лапами синьо-сірого кольору. Населяють країну Бантум, сховану в відрізаній від решти Марса долині. Дуже розвинені інтелектально, вони мали слабкі тіла, тому створили з червоних марсіан рікорів — безголових безвільних істот, прикріплюючись до яких можуть жити, як люди. Продукуються «королем», який зветься Луудом. Вирізняються атеїстичними світоглядом, слабкими емоціями і прагненням стати мозками, незалежними від органічних тіл. Подібно до тарнів та «першонароджених» вважають себе вищою расою, якій можна експлуатувати і знищувати інших розумних істот.
Люди-кенгуру — малочисельний вид, схожий на людей з довгими хвостами й ногами. Живучи серед боліт, вважають себе найхоробрішими воїнами Марса, а своє місто Ґулі — найбільшим на планеті. Насправді люди-кенгуру хвалькуваті і боягузливі, а місто є звичайним селом.

### Технології

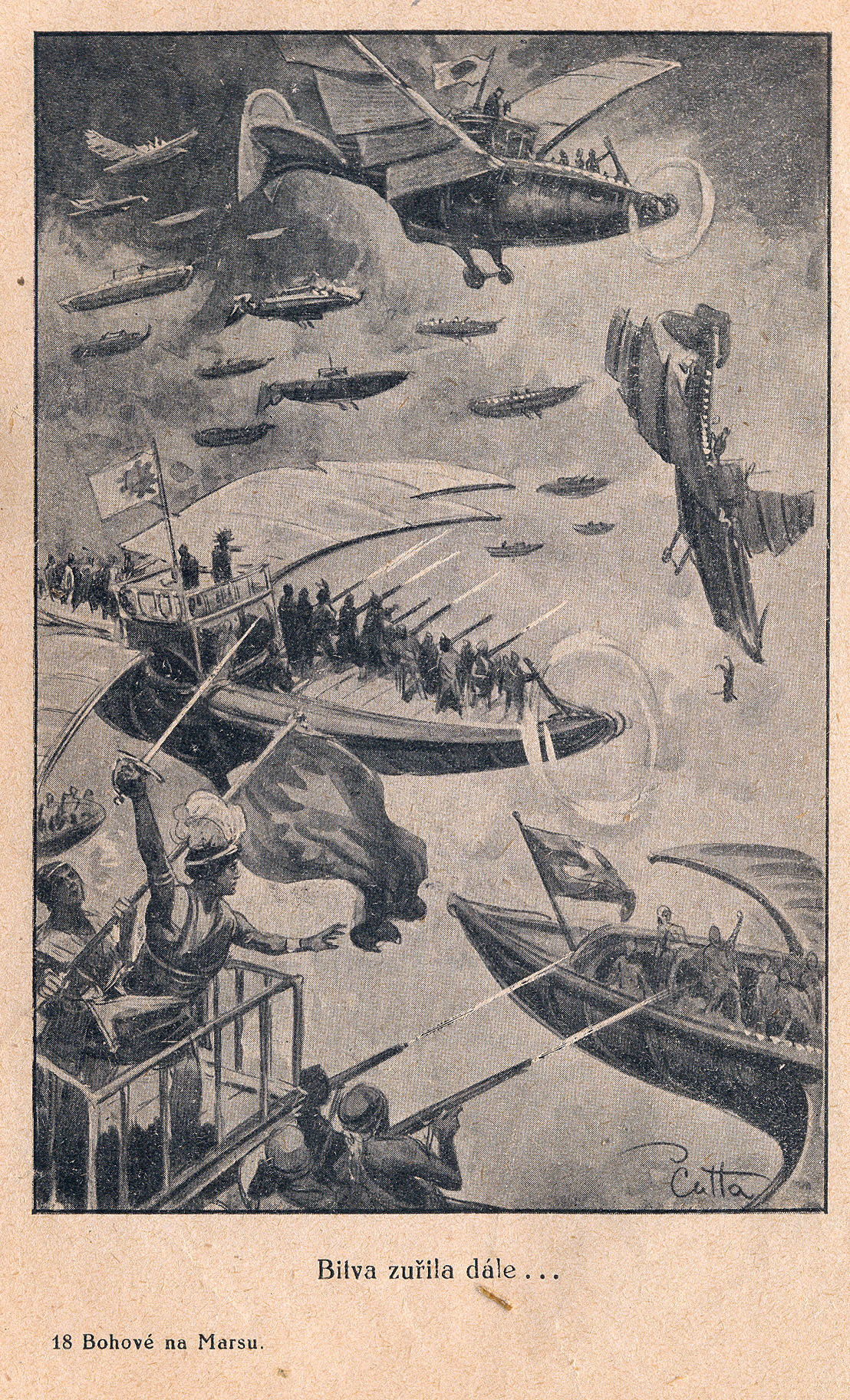
Марсіанський повітряний бій

Хоча цивілізації Барсума втратили багато досягнень імперії Оровар, їхній технічний розвиток досить високий. Разом з тим він нерівномірний, оскільки народи планети відокремлені один від одного великим небезпечними просторами. Так, червоні та чорні марсіани володіють літаками, червоні, а більшою мірою жовті, користуються автомобілями. Їм відомі автопілот і радіозв'язок, хоча останній використовується здебільшого в пристроях на кшталт рації. Цивілізовані раси Марса мають великі знання і спроможності з архітектури. Цивілізація Окара вміє будувати багатокілометрові прозорі куполи, під якими розміщувати родючі землі й споруди. Подекуди медицина і біоінженерія дозволяють здійснювати пересадку мозку з тіла в тіло і створювати штучних людиноподібних істот. При цьому воюють марсіани майже виключно на мечах, а стрілецька зброя включає рушниці, що стріляють радієвими кулями — вони вибухають під дією світла, тому ефективні лише вдень. Також на основі радію засновані світильники, здатні безперервно працювати сотні років.
Марсіанам відоме джерело енергії, не знане на Землі — «восьмий промінь». Він описується як складова світла, що перебуває поза видимою частиною спектра і може накопичуватися в спеціальних резервуарах. Головна сфера застосування «восьмого променя» — авіація, оскільки з його допомогою можна долати силу тяжіння. Цей винахід є порівняно новим, летючі судна стали широко використовуватися за 900 років до прибуття на Марс Джона Картера. Ще більшим джерелом енергії є «дев'ятий промінь», але він складний в добуванні та застосовується в основному на атмосферних фабриках.
Учені міста Танол могли через телескопи спостерігати за землянами, перехоплювати радіопередачі та навіть вивчили людські мови. У пізніх творах марсіанської серії описується, що марсіани і земляни в середині XX століття зуміли налагодити радіозв'язок між планетами.

## Вплив на масову культуру
Цикл про пригоди Джона Картера на Барсумі вплинув на твори про Флеша Гордона, Супермена та Індіану Джонса. Так, твори про Супермена описують його надлюдську силу різницею природних умов між Землею та рідною планетою Супермена — Криптона. Цікаво, що спершу автори Супермена приписували йому здатність високо стрибати на Землі, як це робив Джон Картер на Марсі. Імовірно, образ героя, що опиняється на пустельній планеті, де стає надлюдиною, перейшов з творів Барроуза в «Дюну» Френка Герберта. Вплив творів про Барсум також вбачається в «Марсіанських хроніках» Рея Бредбері.
Значною мірою твори про Барсум сформували «Зоряні війни» своєю еклектичністю, де поряд існують науково-фантастичні та історичні елементи, як-от бої на мечах. Здібності, які дає тамтешня метафізична Сила, частково нагадують можливості, набуті Джоном Картером на Марсі. Можливо, що головні антагоністи «Зоряних воєн», ситхи, натхненні тернами. Джон Картер і Дея Торіс вплинули на образ персонажів «Зоряних воєн», Хана Соло та принцесу Лею.
Персонаж телесеріалу «Світляк» Малькольм Рейнальдс, ветеран, який продовжує боротися за правду, натхненний циклом про Барсум.